# يوسف الصديق (مدينة)
يوسف الصديق، مدينة مصرية قاعدة مركز يوسف الصديق في محافظة الفيوم.

## السكان
حسب التعداد السكاني لعام 2006، بلغ إجمالي سكان مدينة يوسف الصديق 583 نسمة، منهم 326 ذكر و257 أنثى. وبحسب التعداد التقديري للسكان عام 2014؛ بلغ عدد سكان المدينة 17,858 نسمة.